# George Clive (Politiker, 1720)
George Clive (* 1720; † 23. März 1779) war ein britischer Politiker.

## Hintergrund
Clive war der Sohn von Reverend Benjamin Clive, Vikar von Duffield, Derbyshire, und Susannah (geb. Floyer). Sein Vater war der Onkel von Robert Clive, 1. Baron Clive („Clive of India“).

## Politische Karriere
Clive wurde 1763 als Abgeordneter für den Wahlkreis Bishop’s Castle in Shropshire ins britische Parlament gewählt, ein Mandat, das er 16 Jahre lang bis zu seinem Tod innehatte.

## Familie
Clive heiratete 1763 Sidney, die Tochter von Thomas Bolton. Sie hatten vier bekannte Kinder:
- Louisa († 16. März 1832), die Frederick Keppel heiratete, den Sohn von Frederick Keppel, Bischof von Exeter. Sie hatten drei Söhne.
- Edward Clive († 22. Juli 1845).
- Theophilus, der Fanny McClintock heiratete, die Tochter von John McClintock, Abgeordneter für Enniskillen. Sie hatten einen Sohn, Theophilus, der Frances Caroline Somerset heiratete, die Tochter von Lord Robert Somerset.
- Henry († 16. März 1848), der Charlotte Jane Buller heiratete, aber keine Nachkommen hinterließ.

### Parlament von Großbritannien
| Vorgänger                      | Amt                                         | Zeitraum  | Mit | Nachfolger                           |
| ------------------------------ | ------------------------------------------- | --------- | --- | ------------------------------------ |
| Francis Child & Peregrine Cust | Mitglied des Parlaments für Bishop’s Castle | 1763–1779 | Peregrine Cust (1763–1768) William Clive (1768–1770) Alexander Wedderburn (1770–1774, 1778–1779) Henry Strachey (1774–1778) | Alexander Wedderburn & William Clive |

| Personendaten    | Personendaten        |
| ---------------- | -------------------- |
| NAME             | Clive, George        |
| KURZBESCHREIBUNG | britischer Politiker |
| GEBURTSDATUM     | 1720                 |
| STERBEDATUM      | 23. März 1779        |